# Riu Tea
El Tea és un riu gallec del sud de la província de Pontevedra, afluent del riu Miño, que travessa la comarca d'O Condado.
Neix de la confluència de dos rierols, un dels quals neix a la part sud de la serra d'O Suído, a uns 900 metres d'altitud, i l'altre al Faro de Avión, a 940 metres. Banya els municipis de Covelo, Mondariz, Mondariz-Balneario, Ponteareas i Salvaterra de Miño, on desemboca al riu Miño després de 50 km de recorregut.
És un riu de característic règim pluvial, amb un cabal mitjà de 17,5 m³/s. Entre els seus afluents destaquen l'Alén, per la dreta, que hi desemboca a la muntanya. Ja en el curs baix rep les aigües de l'Uma, per l'esquerra.
Està declarat lloc d'importància comunitària (LIC).